# Мостафа Ель-Дерс
Мостафа́ ас-Саєд Ель-Дерс (араб. مصطفى علي السيد جب; нар. 23 серпня 2001, Каїр) — єгипетський борець вільного та греко-римського стилів, чемпіон Африки та Африканських ігор у вільній боротьбі, чемпіон Африканських ігор у греко-римській боротьбі, учасник Олімпійських ігор у змаганнях з вільної боротьби. Виступив також у чемпіонаті Африки з пляжної боротьби.

## Спортивні результати на міжнародних змаганнях

### Виступи на Олімпіадах
| Змагання                    | Збірна | Вагова категорія          | Місце |
| --------------------------- | ------ | ------------------------- | ----- |
| Літні Олімпійські ігри 2024 | Єгипет | вільна боротьба, до 97 кг | 12    |

### Виступи на Чемпіонатах світу
| Змагання                        | Збірна | Вагова категорія          | Місце |
| ------------------------------- | ------ | ------------------------- | ----- |
| Чемпіонат світу з боротьби 2023 | Єгипет | вільна боротьба, до 97 кг | 28    |

### Виступи на Чемпіонатах Африки
| Змагання                                 | Збірна | Вагова категорія             | Місце  |
| ---------------------------------------- | ------ | ---------------------------- | ------ |
| Чемпіонат Африки з боротьби 2023         | Єгипет | вільна боротьба, до 97 кг    | Золото |
| Чемпіонат Африки з пляжної боротьби 2023 | Єгипет | пляжна боротьба, понад 90 кг | 4      |

### Виступи на Африканських іграх
| Змагання              | Збірна | Вагова категорія                 | Місце  |
| --------------------- | ------ | -------------------------------- | ------ |
| Африканські ігри 2024 | Єгипет | греко-римська боротьба, до 97 кг | Золото |
| Африканські ігри 2024 | Єгипет | вільна боротьба, до 97 кг        | Золото |

### Виступи на Середземноморських іграх
| Змагання                    | Збірна | Вагова категорія          | Місце |
| --------------------------- | ------ | ------------------------- | ----- |
| Середземноморські ігри 2022 | Єгипет | вільна боротьба, до 97 кг | 4     |

### Виступи на інших змаганнях
| Змагання                                                          | Збірна | Вагова категорія          | Місце  |
| ----------------------------------------------------------------- | ------ | ------------------------- | ------ |
| Турнір Ібрагіма Мустафи 2022                                      | Єгипет | вільна боротьба, до 97 кг | Золото |
| Турнір Ібрагіма Мустафи 2023                                      | Єгипет | вільна боротьба, до 97 кг | 17     |
| Турнір К. У. Кожомкула і Р. Санатбаєва 2023                       | Єгипет | вільна боротьба, до 97 кг | 11     |
| Відкритий чемпіонат Загреба з боротьби 2024                       | Єгипет | вільна боротьба, до 97 кг | 13     |
| Олімпійський кваліфікаційний турнір з боротьби 2024 (Александрія) | Єгипет | вільна боротьба, до 97 кг | Золото |
| Меморіал Імре Поляка та Яноша Варги 2024                          | Єгипет | вільна боротьба, до 97 кг | 8      |
| Меморіал Вацлава Циолковського 2024                               | Єгипет | вільна боротьба, до 97 кг | Бронза |